# Addis Alem, Shewa
Addis Alem (amharică አዲስ ዓለም) este un oraș din Etiopia.